# Val Venis
Val Venis, pseudonimo di Sean Allen Morley (Oakville, 6 marzo 1971), è un ex wrestler canadese, noto per i suoi trascorsi nella World Wrestling Federation/Entertainment tra il 1998 e il 2008.
Morley interpretava la gimmick di un pornodivo, tanto che il suo video di ingresso richiamava doppi sensi; molte delle storyline che lo hanno visto protagonista riguardavano proprio la sua professione e la sua mascolinità. Ha detenuto due volte l'Intercontinental Championship, una volta l'European Championship e una volta il World Tag Team Championship (con Lance Storm).

## Carriera

### Esordi (1995–1998)
Iniziò ad allenarsi per diventare un wrestler verso gli anni novanta sotto la tutela di Jason e Dewey Robertson debuttando nei circuiti indipendenti canadesi, per poi lottare nei circuiti internazionali, tipo la All Japan Pro Wrestling (AJPW) in Giappone, Consejo Mundial de Lucha Libre (CMLL) in Messico e per la World Wrestling Council (WWC) in Porto Rico dove è diventato WWC World Tag Team Champions due volte assieme a Shane Sewell. In Giappone lottò con il ring name Sean Morgan, per Morley fu difficoltoso il fatto di pronunciare il suo ring name a causa delle lettere "L" e "R". In Messico ha lottato cambiando nome in Steele e riuscì a vincere il CMLL Heavyweight Championship.

### World Wrestling Federation/Entertainment (1998–2008)

#### European Champion (1998–1999)
Morley venne messo sotto contratto dalla World Wrestling Federation nel 1998 ricevendo una gimmick da pornodivo con il nome Val Venis. Il suo debuttò avvenne il 18 maggio 1998 durante un'edizione di Raw Is War sconfiggendo Scorpio. Il suo debutto in pay-per-view nella WWF avvenne a Fully Loaded: In Your House, battendo Jeff Jarrett.
Nella puntata di Raw Is War del 3 agosto, il suo tag team partner Taka Michinoku lo tradì alleandosi con i Kaientai. Venis sfidò i quattro giapponesi, ma i giapponesi lo sfidarono in un gauntlet match, dove a vincere fu Taka Michinoku che riuscì a terminare la striscia d'imbattibilità di Val Venis. Il feud terminò la settimana successiva in un match tra Venis e Michinoku che terminò in un no contest. Dopo aver avuto un feud con i Kaientati, Venis ottenne una title shot a SummerSlam contro l'European Champion D'Lo Brown. Venis venne squalificato, e di conseguenza Brown mantenne il titolo. Nell'edizione di Raw is War del 14 settembre, iniziò un feud con Dustin Runnels, quando Venis mostrò a Runnels un sex tape, con Venis a letto insieme alla moglie di Dustin, Terri Runnels, diventando la fidanzata del pornodivo on-screen. La faida culminò in un match a Breakdown: In Your House, dove vide Venis uscirne vincitore. Nella puntata di Raw is War del 12 ottobre, partecipò al torneo per decretare il nuovo Intercontinental Champion, sconfiggendo Marc Mero nel primo round, per poi essere sconfitto da Ken Shamrock in semifinale. Continuò la faida con Dustin Runnels nel frattempo tornato con la gimmick di Goldust, in un match svoltosi a Judgment Day: In Your House, dove venne sconfitto dal Bizzare One. I due si affrontarono ancora una volta a Capital Carnage, con la vittoria di Venis, terminando così la rivalità. Quando Terri confessò a Venis che era rimasta incinta, quest'ultimo la lasciò.
A fine anno formò per un breve periodo un team con The Godfather chiamato Supply and Demand. Nella puntata di Raw is War del 7 dicembre, affrontarono gli Acolytes (Bradshaw e Farooq), ma il match terminò in un no contest. Nel PPV, Rock Bottom: In Your House, i Supply and Demand persero contro Mark Henry e D'Lo Brown.

#### Intercontinental Champion (1999–2000)
Alla Royal Rumble, prese parte al royal rumble match entrando con il numero 24, ma venne eliminato da Triple H. Il 1º febbraio 1999 a Raw is War, iniziò un feud con il campione intercontinentale Ken Shamrock dopo che Venis mostrò a Shamrock un film con Ryan Shamrock, la sorella di Ken (kayfabe) chiamato Shaving Ryan's Privates. A St. Valentine's Day Massacre: In Your House, Venis sconfisse Shamrock conquistando il titolo intercontinentale, grazie ad un aiuto da parte dell'arbitro speciale dell'incontro Billy Gunn. La notte successiva a Raw is War, mantenne il titolo intercontinentale battendo lo stesso Gunn.
Pochi giorni dopo, ruppe la relazione con Ryan Shamrock e perse l'Intercontinental Championship contro Road Dogg in una puntata di Raw is War dopo un mese di regno. Il suo debutto a WrestleMania avvenne in quel di WrestleMania XV, dove partecipò ad un four-corners elimination match. Oltre a Venis parteciparono al match anche Ken Shamrock e Goldust, ma non riuscì a riconquistare il titolo. Per tutto il resto dell'anno, ebbe dei problemi con Nicole Bass, Chyna e Debra. Venis riformò il team con The Godfather e sfidarono i campioni di coppia in un match per i titoli. Il 12 luglio a Raw is War, Venis e Godfather affrontarono i campioni di coppia ovvero gli Hardy Boyz per i titoli, ma vinsero solo per squalifica non riuscendo quindi a conquistare le corone. Venis e Godfather iniziarono un feud con Droz e Albert. La settimana successiva a Raw is War, Venis e Godfather, Droz e Albert e gli Acolytes sfidarono gli Hardy Boyz in un fatal-4 way elimination tag team match per i titoli, gli Hardy riuscirono a mantenere i titoli di coppia.
Iniziò poi brevi faide con Steve Blackman che batté a Unforgiven e con Mark Henry, che sconfisse a Rebellion. Successivamente sfidò alcuni main eventer come The Rock, Mankind e "Stone Cold" Steve Austin e British Bulldog. Alle Survivor Series, Venis, Henry, Gangrel e Steve Blackman sconfissero British Bulldog e i Mean Street Posse nel tradizionale Survivor Series elimination match.
A Armageddon, Venis schienò British Bulldog in un triple threat match che coinvolgeva anche D'Lo Brown conquistando l'European Championship. Il 10 febbraio a SmackDown, perse l'European Championship contro Kurt Angle dopo due mesi di regno. Dopo questo match, Morley non apparve in WWF fino a metà maggio, dovuto a un infortunio al collo. A King of the Ring, partecipò al torneo, dove arrivò alle semifinali per poi essere sconfitto da Rikishi. Ciò portò un feud tra i due con Venis che effettuò un turn heel alleandosi con Trish Stratus. Con la Stratus da manager, cambiò look - con capelli corti, stivali bianchi e quasi totalmente eliminò la gimmick del pornodivo - divenne per la seconda volta Intercontinental Champion sconfiggendo Rikishi - alleandosi anche con Test e Albert.
La faida continuò fino a Fully Loaded in un rematch per il WWE Intercontinental Championship, che vide Venis mantenere il titolo battendo Rikishi grazie ad uno splash eseguito dalla sommità della gabbia. A SummerSlam, perse il titolo per mano di Chyna in un Mixed tag team match.

#### Right to Censor (2000–2001)
In seguito entrò a far parte dei Right to Censor, stable bigotta che cercava di portare la moralità nella WWF, parodia del Parents Television Council (PTC). Venis si unì ai RTC dopo che venne rapito (kayfabe) da Bull Buchanan e The Godfather. Il suo personaggio fu quello del censore, ovvero l'opposto di quanto interpretato fino ad allora (il provocatorio pornodivo). I RTC iniziarono un feud con gli APA e i Dudley Boyz culminato ad Unforgiven in un 8-man tag team match, con la vittoria dei RTC. A No Mercy, Venis fece coppia con Steven Richards affrontando Chyna e Mr. Ass. A vincere la contesa furono i RTC grazie ad un'interferenza da parte di Eddie Guerrero. Venis iniziò un feud con Chyna che culminò a Armageddon dove a vincere fu il primo.
A WrestleMania X-Seven, i RTC affrontarono Tazz e gli APA in un six-man tag team match che vide vincitori questi ultimi. La notte successiva a Raw is War, affrontò Kane in un match per l'Hardcore Championship, che Kane vinse. Venis rimase nei RTC fino a quando il gruppo non si sciolse prima della storyline dell'Invasion.
Dopo lo scioglimento della stable, Venis scomparve dalle scene della WWF a causa di un infortunio con conseguente intervento chirurgico.

#### Big Valbowski (2002–2003)
Venis fece il suo ritorno in WWF con la sua vecchia gimmick da pornodivo, alla Royal Rumble 2002 nel Royal Rumble match con il numero 20, resistette per due minuti venendo poi eliminato Stone Cold Steve Austin. A Raw iniziò un breve feud con Stone Cold e Mr. Perfect, prima di essere trasferito a SmackDown per effetto della brand extension.
A SmackDown, iniziò a farsi chiamare "The Big Valbowski" e si alleò con alcuni face tra cui Edge, Randy Orton, Billy Kidman e Hardcore Holly, ebbe in seguito varie faide con Chris Jericho, Deacon Batista e Reverend D-Von.
Nel mese di giugno, partecipò al torneo King of the Ring, sconfisse Christian nel primo round, per poi perdere contro Chris Jericho nei quarti di finale.
Morley si dovette fermare a lungo a causa di un infortunio al collo. Tornò a lottare sempre a SmackDown combattendo alcuni dark match nel mese di settembre. Tornò come Val Venis il 26 ottobre 2002, al pay-per-view Rebellion dove in coppia con Chuck Palumbo venne sconfitto da Reverend D-Von e Ron Simmons.
Tornò nell'edizione di Raw del 18 novembre 2002, con il suo vero nome e venne designato come Chief of Staff del General Manager, Eric Bischoff, effettuando un turn heel. Nel marzo 2003, iniziò un feud con i Dudley Boyz. Nella puntata di Raw del 24 marzo 2003, insieme a Lance Storm vinse i World Tag Team Championship, dato che il partner di Storm, William Regal si infortunò. Venis e Storm difesero i titoli di coppia nell'edizione di Heat che precedeva la disputa di WrestleMania XIX battendo Kane e Rob Van Dam con l'aiuto dei Dudley Boyz. Persero i titoli la notte successiva a Raw, per mano di Kane e RVD in un Three way elimination match che includeva anche i Dudleys.

#### Varie faide (2003–2008)
Morley venne "licenziato" da Bischoff dal suo lavoro di assistente dopo aver perso un match contro Jerry "The King" Lawler in cui era in palio il posto di lavoro di Jim Ross. Venne reintegrato a Raw dal co-manager, Stone Cold Steve Austin. Tornò come Val Venis a Judgment Day 2003 in una battle royal per il vacante Intercontinental Championship, il quale vide Christian uscirne vincitore. Per tutta la metà del 2003 e 2004, Venis combatté da face, ma non ottenne nessun push. Lottò come mid-carder a Heat nel settembre 2003, in un match valido per l'Intercontinental Championship contro il campione Christian, con quest'ultimo che riuscì a mantenere il titolo.
Riformò il tag team con Lance Storm, ma la partnership fu presto archiviata e Venis venne utilizzato principalmente come jobber. Il 9 maggio 2005, a Raw, sconfisse CM Punk nel suo primo match in WWE.
Nell'estate del 2005, formò un altro team con Viscera chiamato V-Squared.

## Vita privata
Sean Morley è sposato con una donna di nome Lourdes, dalla quale ha avuto una figlia, Celina. Parla fluentemente lo spagnolo, imparato nel corso della sua permanenza nelle federazioni del Sud America.
Nel 2001 la sorella di Morley, Alanah, sposò Edge, ma la coppia divorziò nel 2004.

## Personaggio

### Mosse finali
- Money Shot (Diving splash)
- Venis' Flytrap (Reverse figure four leglock)
- Big Package (Bridging fisherman suplex) – 1998-2000

### Soprannomi
- The Big Valbowski
- Too Hip
- Your Feature Presentation

### Manager
- Nicole Bass
- Ryan Shamrock
- Terri Runnels
- Trish Stratus

### Musiche d'ingresso
- Hello Ladies di Jim Johnston
- Chief Morley Theme di Jim Johnston
- Cool Dude (Remix) di Dale Oliver

## Titoli e riconoscimenti
- Consejo Mundial de Lucha Libre

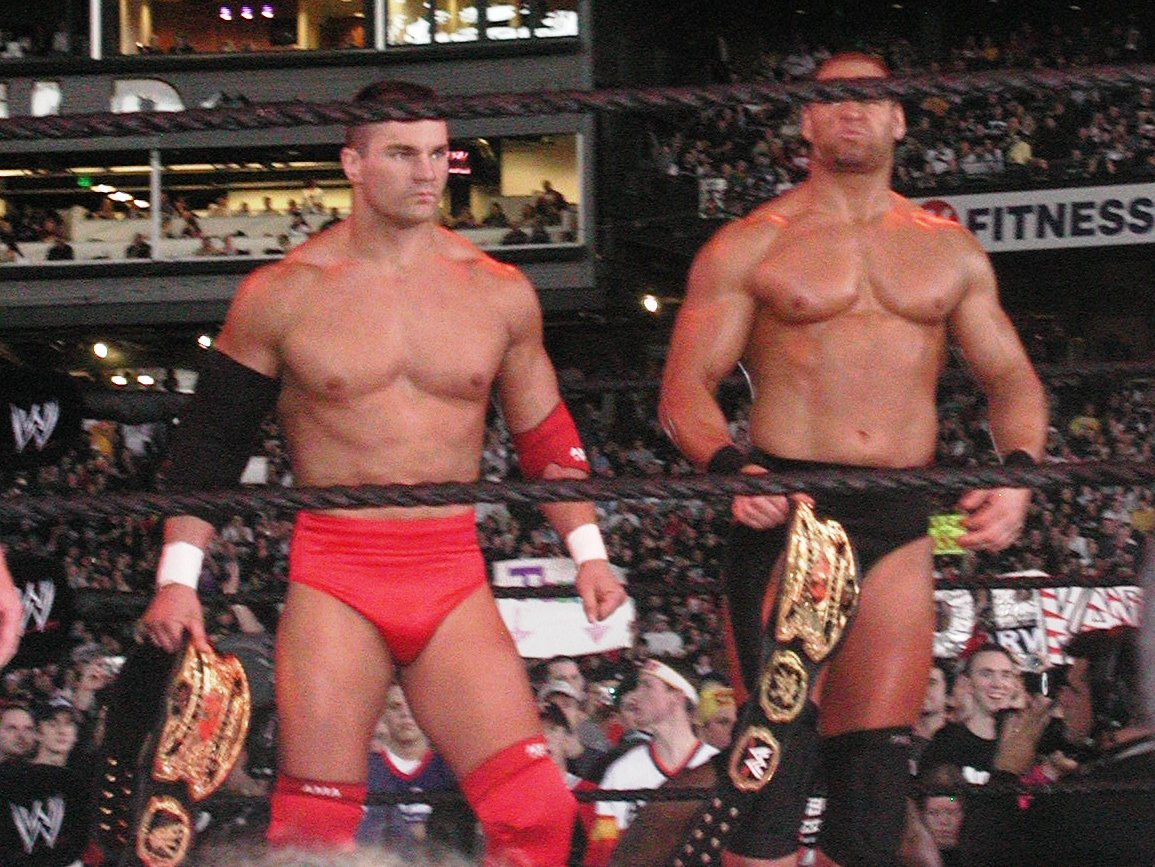
Val Venis (a destra) e Lance Storm (a sinistra) con il World Tag Team Championship, titolo che hanno vinto una volta in carriera

  - CMLL World Heavyweight Championship (1)
- Extreme Wrestling Entertainment
  - EWE Hardcore Championship (1)
- Fédération de Lutte Britannique
  - BWF Heavyweight Championship (1)
- Heartland Wrestling Association
  - HWA Tag Team Championship (1) – con Steve Bradley
- International Wrestling Association
  - IWA World Tag Team Championship (1) – con Ricky Santana
- Pro Wrestling Illustrated
  - 25º tra i 500 migliori wrestler singoli nella PWI 500 (1999)
- World Wrestling Council
  - WWC Television Championship (2)
  - WWC World Tag Team Championship (3) – con Glamour Boy Shane (2) e Rex King (1)
- World Wrestling Entertainment
  - WWF Intercontinental Championship (2)
  - WWF European Championship (1)
  - World Tag Team Championship (1) – con Lance Storm